# Eurylabus quadratus
Eurylabus quadratus là một loài tò vò trong họ Ichneumonidae.